# Пролетая над гнездом кукушки
«Над кукушкиным гнездом» («Полёт над гнездом кукушки», «Пролетая над гнездом кукушки», англ. One Flew Over the Cuckoo's Nest) — роман Кена Кизи (1962).

## История
Заголовком книги послужила последняя строчка детской считалки (Эпиграфом также вынесены две последние строчки):
Vintery, mintery, cutery, corn,

Apple seed, and apple thorn;

Wire, brier, limber lock,

Three geese in a flock,

One flew east, one flew west,

And one flew over the cuckoo's nest.
Русский вариант:
Не моргай.  Не зевай, не  моргай,

Тетка удила цыплят, 

Гуси по  небу летят...

В целой стае три гуся...

Летят в разные края,

Кто из дому,  кто в дом,

Кто над  кукушкиным гнездом...

Гусь тебе  кричит:  води...

Два-три, выходи.перевод Андрея Сергеева
Роман был адаптирован для театральной постановки Дейлом Вассерманом в 1963 году.
Журнал Time включил этот роман в свой список 100 лучших англоязычных произведений с 1923 по 2005 год.
Роман неоднократно подвергался попыткам запрета на территории Соединенных Штатов Америки, наряду с такими произведениями как «Великий Гэтсби», «Улисс» и «Над пропастью во ржи».

## Сюжет
Действие романа происходит в психиатрической больнице. Повествование идёт от лица индейца по кличке Вождь Бромден, одного из пациентов; Вождь притворяется глухонемым. Одним из главных героев романа является свободолюбивый пациент Рэндл Патрик Макмёрфи, переведённый в психиатрическую больницу из тюрьмы.
Макмёрфи противостоит старшей сестре Милдред Рэтчед. Она немолодая женщина, работающая в отделении больницы. Старшая сестра, олицетворение системы (Комбинат, как называет её рассказчик), личная жизнь которой не сложилась, тщательно укрепляет свою власть над пациентами и персоналом отделения. Бунтарь Макмёрфи принимается рушить устроенный ею порядок и быстро завоёвывает весомый авторитет среди остальных пациентов, уча их наслаждаться благами жизни и даже освобождая от хронических комплексов. Он заключает разнообразные пари с другими пациентами, организует в отделении карточные игры, пытается устроить просмотр трансляции бейсбольных игр Мировой серии по телевизору. Вопреки выигранному Макмёрфи голосованию среди пациентов, в котором решающим оказывается голос Вождя, сестра Рэтчед отключает телевизор от сети, но пациенты остаются перед экраном и притворяются, что смотрят бейсбол — этот акт массового неповиновения заставляет сестру Рэтчед потерять контроль над собой и сорваться.
Позже Макмёрфи узнаёт, что он — один из немногих пациентов, которые находятся в отделении не по своей воле, к тому же сестра Рэтчед имеет право неограниченно продлевать срок его содержания. После этого Макмёрфи временно прекращает войну с сестрой Рэтчед, для вида держится тихо и не нарушает правил распорядка. Пациент Чезвик, видевший в Макмёрфи могучего союзника в борьбе с царящими в отделении строгими порядками, впадает в депрессию и топится в бассейне. Вскоре Макмёрфи возвращается к конфликту, разбив кулаком застеклённое окно на сестринском посту; он устраивает в отделении игры в баскетбол, а через некоторое время — поездку на рыбалку в открытом море с участием десяти пациентов, включая Вождя. Эта поездка, хотя и санкционированная администрацией, становится для её участников поистине счастливым днём вне стен больницы.
Чуть позже Макмёрфи и Вождь вступают в драку с санитарами в душевой, и их отправляют на электрошоковую терапию, которая, однако, не производит на Макмёрфи существенного эффекта, а Вождь бесповоротно расстаётся со своей маской глухонемого и начинает свободно общаться с товарищами. Ещё позже Макмёрфи устраивает тайный визит двух проституток уже в само отделение; при этом инфантильный пациент-заика Билли Биббит, сданный в больницу своей деспотичной матерью, лишается девственности с одной из девушек, а другие пациенты вместе с ночным дежурным напиваются так сильно, что утром оказываются не в состоянии ни устроить для Макмёрфи запланированный побег, ни скрыть следы ночного веселья. Когда сестра Рэтчед угрожает Билли рассказать обо всём его матери, он в отчаянии перерезает себе горло скальпелем. Сестра Рэтчед обвиняет Макмёрфи в смерти Билли — после этого уже Макмёрфи теряет самообладание, избивает сестру Рэтчед и пытается задушить, но её вовремя отбивают врачи.
На этот раз Макмёрфи направляют на лоботомию, с которой он возвращается в вегетативном состоянии. Пациенты, благодаря его харизматическому влиянию ставшие к тому времени сильнее и смелее, освободившиеся как от страхов перед «нормальным» миром, так и от власти старшей сестры, постепенно покидают больницу. В финале Вождь, не в силах видеть состояние «овоща», в которое был превращён его друг Макмёрфи, душит его подушкой и сбегает из больницы, выбив окно.